# Temple mormon de Birmingham
Le temple mormon de Birmingham est un temple de l’Église de Jésus-Christ des saints des derniers jours situé à Birmingham, dans l’État d’Alabama, aux États-Unis. Il a été inauguré le 3 septembre 2000.